# Гай Петелій Лібон Візол (консул 346 року до н. е.)
Гай Петелій Лібон Візол (лат. Caius Poetelius Libo Visolus; ? — після 313 до н. е.) — політичний, державний і військовий діяч Римської республіки, консул 346 і 326 років до н. е.

## Життєпис
Походив з плебейського роду Петеліїв. Син Гая Петелія Лібона Візола, консула 360 року до н. е. Про молоді роки Гая Петелія згадок немає.
У 358 році до н. е.його було обрано народним трибуном. На цій посаді провів закон щодо боротьби з підкупом. 
У 346 році до н. е. його було вперше обрано консулом разом з Марком Валерієм Максимом Корвом. На цій посаді влаштував Секулярні ігри.
У 326 році до н. е. його вдруге було обрано консулом, цього разу разом з Луцієм Папірієм Курсором. Під час своєї каденції провів закон щодо скасування боргового рабства в Римі.
У 313 році до н. е. його було призначено диктатором для війни із самнітами, яким завдав поразки. Про подальшу долю Гая Петелія нічого невідомо.